# Càmera d'un sol ús

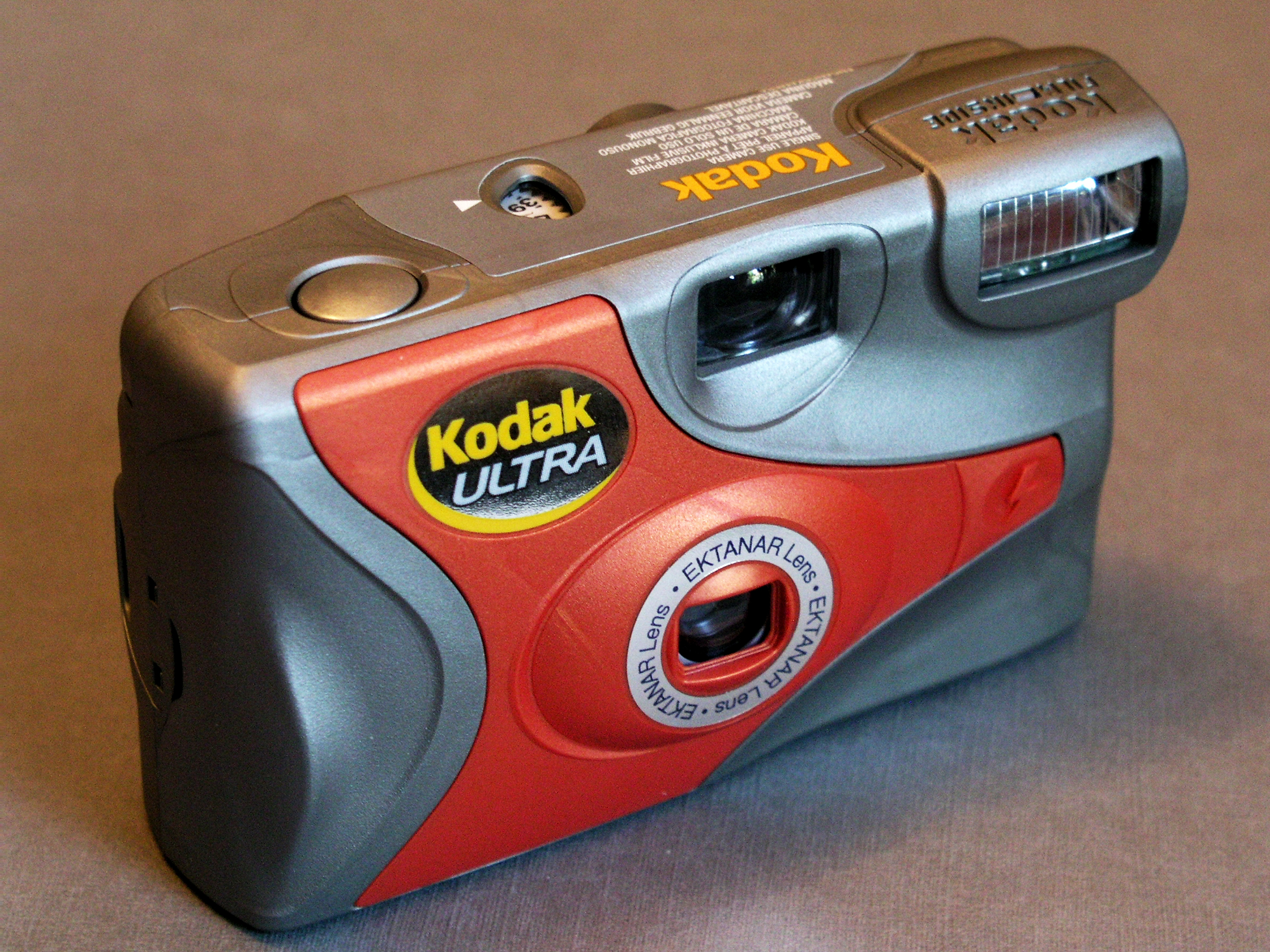
Càmera fotogràfica Kodak Ultra d'un sol ús amb flash incorporat

Una càmera d'un sol ús és una càmera simple que està destinada a fer-se servir només una vegada. La majoria utilitzen lents d'enfocament fix. Algunes estan equipades amb una unitat flash integrada i, fins i tot, hi ha versions impermeables per a realitzar fotografia submarina. Les càmeres porten al seu interior pel·lícula de 35 mm o un cartutx APS.
Mentre que algunes d'aquestes càmeres contenen un cartutx com s'utilitza en càmeres normals, altres tenen la pel·lícula enrotllada en un rodet. Es lliura tota la càmera per al seu revelat. Algunes de les càmeres són reciclades, és a dir, recarregades de pel·lícula i revenudes. Les càmeres es retornen per revelar-les de la mateixa manera que les càmeres de cinema.
En general, la càmera d'un sol ús representa un retorn al model de negoci pioner per Kodak per a la seva càmera KODAK, predecessora de la càmera Brownie.

## Història

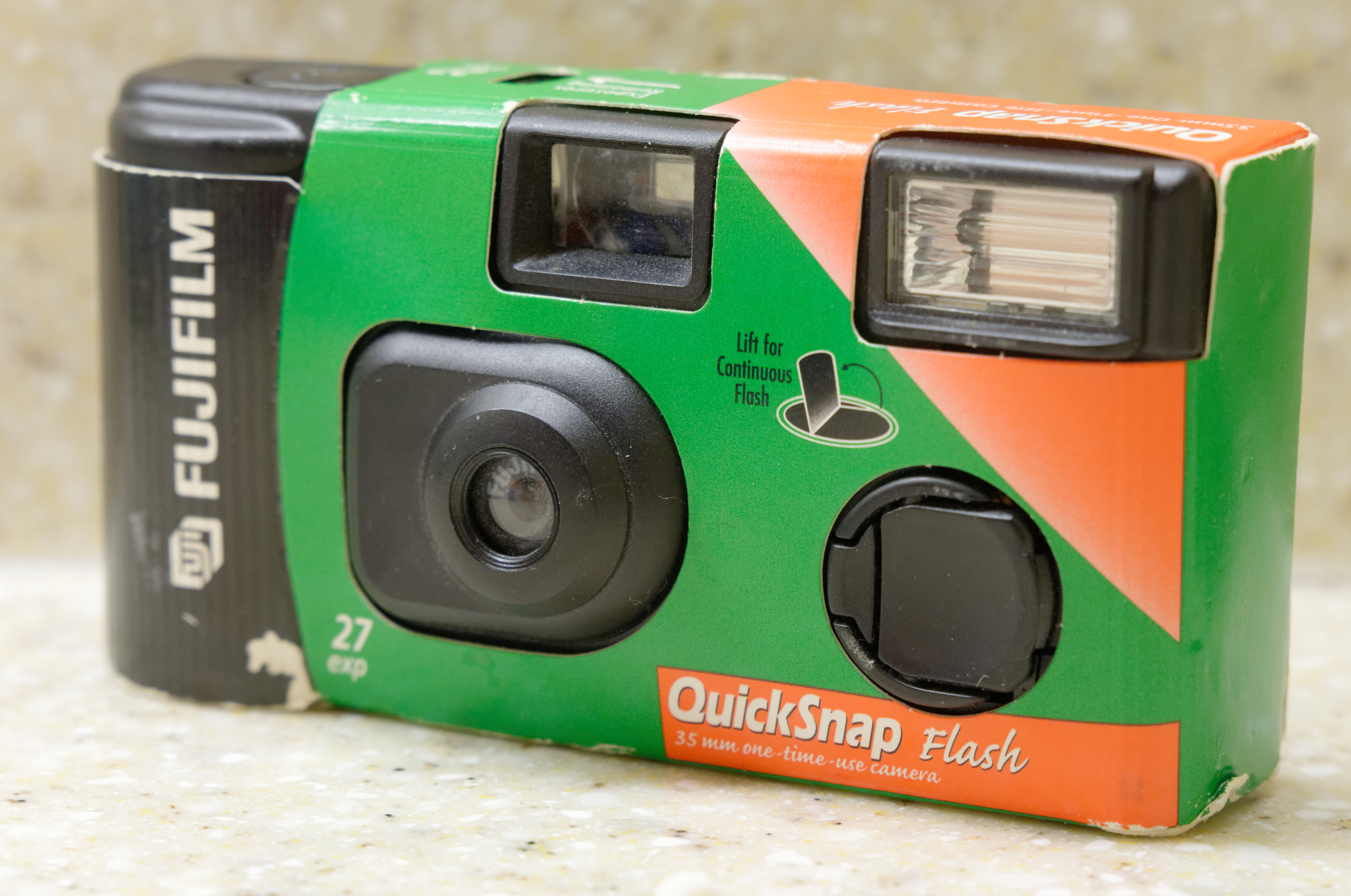
Fujifilm QuickSnap, 2003

Una empresa anomenada Photo-Pac va produir una càmera de cartró a partir del 1949 que disparava 8 exposicions i que s'enviava per a revelar a través del correu. Les càmeres eren cares i sovint es deixaven a casa per a guardar-les de manera segura, però llavors no es tenien en el moment en què es presentaven belles escenes. Frustrat amb les oportunitats fotogràfiques perdudes, H.M. Stiles havia inventat una manera de tancar pel·lícula de 35 mm en un recinte barat sense el costós mecanisme de transport de pel·lícules de precisió. Va costar 1,29 dòlars. Tot i que avui dia és increïblement similar a les conegudes càmeres d'un sol ús, Photo-Pac no va fer-se un lloc permanent al mercat.
El 1966, una companyia francesa anomenada FEX va introduir una càmera de baquelita d'un sol ús anomenada "Photo Pack Matic", amb 12 fotos (4 x 4 cm).
L'actual càmera familiar d'un sol ús va ser desenvolupada per Fujifilm el 1986. La seva línia Utsurun-Desu ("Fa fotos") o QuickSnap utilitzava pel·lículea de 35 mm, mentre que el Fling de Eastman Kodak de 1987 es basava en pel·lícula 110. Kodak va llançar una versió de 35 mm el 1988, i el 1989 va canviar el nom a la versió 35 mm per FunSaver i va deixar de produir el Fling 110.
Al Japó, l'Utsurun va ser llençat el 1986 per 1380 iens i va ser àmpliament acceptat. A causa de l'atractiu immediat, empreses com Konica, Canon i Nikon aviat van produir els seus propis models. Per mantenir-se competitiu, Fuji va introduir funcions avançades al model original com la fotografia panoràmica, la impermeabilització i la inclusió d'un flaix. Algunes càmeres tenen, fins i tot, una funció de zoom manual que funciona canviant dues lents davant l'obturador.

## Usos comuns
Les càmeres d'un sol ús són molt populars entre turistes i persones que viatgen per tot el món per guardar imatges de les seves aventures.
Des de finals dels anys 90, les càmeres d'un sol ús s'han tornat cada vegada més populars en els casaments. Normalment es col·loquen en taules a la recepció del casament per ser utilitzades pels convidats per capturar la seva perspectiva única de l'esdeveniment. Solen estar disponibles en colors per combinar amb el tema del casament com ivori, blau, blanc, or, etc.
Els anomenats "kits de càmera d'accident" que contenen càmeres d'un sol ús es porten cada cop més en vehicles per a prendre imatges com a evidència després d'un accident. L'absència de bateries permet un ús instantani fins i tot després d'un emmagatzematge prolongat, per exemple, en un guanter.
Sovint tenen lents de plàstic barates, qualitat de pel·lícula qüestionable, distàncies focals fixes, però ràpides i facilitades per “apuntar i disparar”, lo qual fa que la càmera d'un sol ús sigui popular entre molts fotògrafs que gaudeixen de l'estil “menys que perfecte” que ofereixen aquestes càmeres, en un allunyament de les imatges digitals, que també es pot observar en l'augment de la popularitat de la"lomografia". Això també ha provocat diversos projectes de tipus “lost art” en que es deixen càmeres d'un sol ús en espais públics amb un missatge perquè qualsevol persona que trobi la càmera es faci fotos i, després, la deixi de nou o la passi a una altra persona. El baix cost de les càmeres les converteix en una eina perfecta per a aquest tipus de projectes.

## Digital
Les càmeres digitals d'un sol ús (i també càmeres de vídeo digitals d'un sol ús) estan disponibles en alguns mercats; per exemple, els Estats Units van tenir la introducció d'una càmera digital el 2004. Les càmeres digitals d'un sol ús no han tingut l'èxit dels seus homòlegs, possiblement per culpa del procés (sobretot en comparació amb l'ús normal de la càmera digital) i la mala qualitat de les imatges en comparació amb una càmera digital típica o una càmera d'un sol ús. Normalment, la pantalla mostra el nombre de fotografies restants i, un cop finalitzada, la càmera es torna a la botiga. Els fitxers digitals s'extreuen de la càmera i, a canvi de mantenir la càmera, s'imprimeixen o s'emmagatzemen en CD (o DVD en el cas de la càmera de vídeo) per al client. Gairebé totes les càmeres digitals d'un sol ús han estat piratejades amb èxit per eliminar la necessitat de retornar-les a la botiga. Les motivacions d'aquest tipus de pirateria inclouen estalviar diners i, més freqüentment, el repte de superar imposicions artificials (com ara un límit de 25 dispars en una memòria interna que pot emmagatzemar 100 imatges).

## Altres usos
Els flaixs d'alta tensió d'algunes càmeres de vegades s'extreuen i s'utilitzen per alimentar dispositius com ara pistoles de bobina, armes d'atordiment, projectes de comptador Geiger casolans i dispositius EMP "Zapper RFID".

## Problemàtica
Les càmeres d'un sol ús no inclouen zoom de cap tipus, a més d'estar construïdes amb materials de baixa qualitat, que no garanteixen bons resultats. És habitual obtenir fotografies desenfocades, així com amb colors estranys.